# Sara Villius
Sara Villius, född 27 april 1976 i Uppsala, är en svensk författare. 
Sara Villius har också skrivit för film, tv och radio och är en prisbelönad radiodokumentärmakare.
Villius morfar var historikern Hans Villius och morfaderns syster var Gertrud Zetterholm.

## Priser och utmärkelser
- 2013 – Tempo Short Dox Radio, vinnare
- 2015 – Tempo Short Dox Radio, vinnare
- 2017 – Sigtunastiftelsens författarstipendium
- 2019 – Albert Bonniers Stipendiefond för svenska författare[4]
- 2021 – Stipendium ur Gerard Bonniers donationsfond